# Manojlo Budisavljević
Manojlo plemeniti Budisavljević, Emanuel von Budisavljević, Mane, (Bela Crkva, 13. kolovoza 1854. – Beč, 26. studenog 1921.) bio je general-major i matematičar. Iz ugledne je ličke plemićke obitelji Budisavljević.

## Životopis
Aleksandar Leko Budisavljević mu je bio otac. Mane je u 21. godini dobio čin poručnika (1. rujna 1875.) u Inženjerijskoj regimenti br. 2. Natporučnik (oberlajtnant) postao je svibnja 1878. Nakon dvogodišnjeg dopunskog školovanja na Tehničkoj vojnoj akademiji u Beču (1880. – 1882.) dodijeljen je upravi inženjerijskih jedinica u Goraždu i 1884. unaprijeđen u čin kapetana. Major je postao 1895., potpukovnik 1904., pukovnik 1904. Umirovljen je 1907., a u čin general-majora unaprijeđen je 1911. Kao umirovljenik živi do 1909. u Osijeku, a od tada u Mödlingu kod Beča. Nastavnik matematike na Vojnoj akademiji u Beču, odnosno Wiener Neustadt u Medlingu bio je od rujna 1885. do umirovljenja. Predavao je višu matematiku i opisnu geometriju. Objavio je dva udžbenika iz matematike, jedan u koautorstvu s A. Mikutom. S istim autorom napisao je prvu svesku Grundzuge der Determinaten - Theorie und der projectivischen Geometrie. Analytische Geometrie. U telefonskom imeniku iz Mödlinga iz 1906. stoji i njegova adresa, Kielmannseggasse 4, tada još pukovnika Emanuela von Budisavljevića, a kasnije generala. Sahranjen je u Mödlingu kraj Beča. Grob više ne postoji, spomenik je (možda) negdje u arhivskom magacinu. Zapisan je u knjizi umrlih toga groblja.